# ハインリヒ67世 (弟系ロイス侯)
ハインリヒ67世・ロイス・ユンゲレリーニエ（Heinrich LXVII. Reuß jüngere Linie, 1789年10月20日 - 1867年7月11日）は、弟系ロイス侯（在位1854年 - 1867年）。

## 生涯
ロイス＝シュライツ侯ハインリヒ42世（1752年 - 1818年）とその妻でホーエンローエ＝キルヒベルク侯クリスティアンの娘であるカロリーネ（1763年 - 1849年）の間の息子として生まれ、1854年に兄の弟系ロイス侯ハインリヒ62世から侯位を継いだ。
ハインリヒ67世の治世中、首相のエドゥアルト・ハインリヒ・フォン・ゲルデルン＝クリスペンドルフ（Eduard Heinrich von Geldern-Crispendorf）は、議会の保守反動的な傾向を利用して、侯国の憲法をより保守的な形に修正した。ハインリヒ67世は1866年にプロイセン王国と同盟を結び、北ドイツ連邦に加盟した。
ハインリヒ67世は知性やビジネス感覚を備えた多才な人物で、領民から多大な人気を集めた。また、親プロイセン派でもあった。また1848年に新首都となったゲーラのオステルシュタイン城を1859年から1863年にかけて改築した。ハインリヒ67世が1867年に亡くなると、四男で唯一存命していた息子ハインリヒ14世が後を継いだ。

## 子女
1820年4月18日エーベルスドルフにおいて、同族のロイス＝エーベルスドルフ侯ハインリヒ51世の娘アーデルハイト（1800年 - 1880年）と結婚した。アーデルハイトはロイス＝ローベンシュタイン＝エーベルスドルフ侯ハインリヒ72世の妹である。夫妻は8人の子女をもうけた。
- ハインリヒ5世（1821年 - 1861年）
- アンナ（1822年 - 1902年）　1843年、ベントハイム＝テクレンブルク侯子アドルフと結婚
- エリーザベト（1824年 - 1833年）
- ハインリヒ7世（1827年 - 1828年）
- ハインリヒ11世（1828年 - 1830年）
- ハインリヒ14世（1832年 - 1913年）
- ハインリヒ16世（1835年 - 1836年）
- マリー（1837年 - 1840年）

| 先代 ハインリヒ62世 | 弟系ロイス侯 1854年 - 1867年 | 次代 ハインリヒ14世 |